# Princesa de Asturias (1903)
El Princesa de Asturias fue un crucero acorazado de la clase Cardenal Cisneros perteneciente a la Armada Española, que recibía su nombre en honor a la Princesa de Asturias María de las Mercedes de Borbón y Habsburgo-Lorena (1880-1904), hermana de Alfonso XIII.

## Diseño

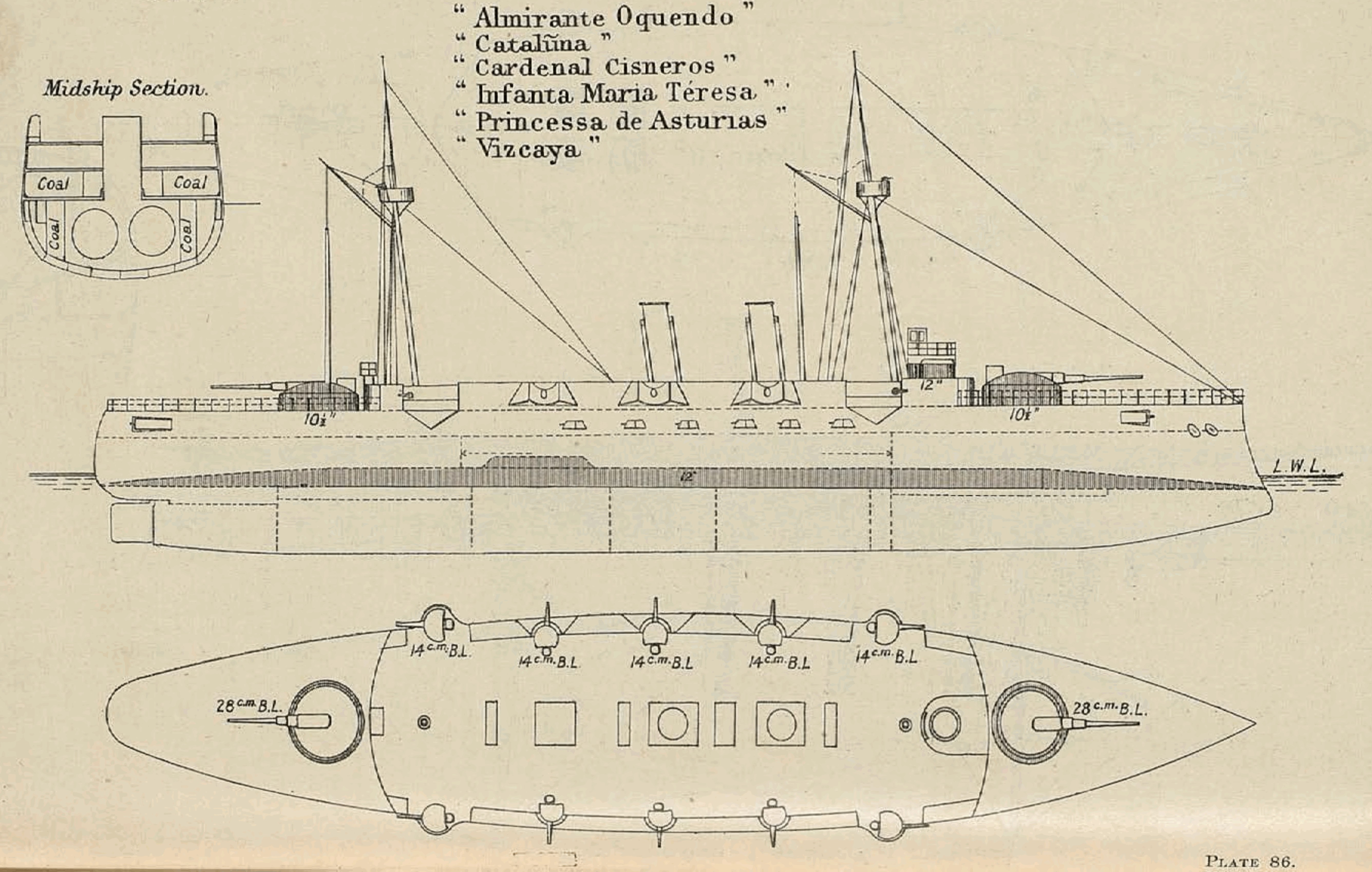
Planta y perfil de la clase Infanta María Teresa, versión anterior de la clase Cardenal Cisneros.

Su construcción, estuvo encuadrada dentro del plan naval del almirante Alejandro Rodríguez Arias y Rodulfo, y fue aprobada por las Cortes el 12 de enero de 1887, en un principio, con el mismo proyecto que los buques de la clase Infanta María Teresa, pero a diferencia de estos, construidos en astilleros privados, lo fueron en astilleros públicos, llamados entonces "Arsenales".
Finalmente se decidió variar el diseño del segundo trío de buques, aprovechando que su construcción, se encontraba más retrasada. Eso daría lugar a la clase Cardenal Cisneros. El centro consultivo de la Armada, decidió el 6 de noviembre de 1895 reducir su artillería principal a dos piezas de 240 mm proyectadas por el brigadier de artillería de la Armada Enrique Guillen, y aumentar la protección de la batería secundaria, entre otras modificaciones.
Se puso su quilla sobre las gradas del Arsenal de la Carraca el 23 de septiembre de 1889.,
El primer intento de botadura tuvo lugar el 9 de septiembre de 1896. El buque comienza a deslizarse rápidamente hacia el mar, pero finalmente queda parado a unos 14 o 15 metros del sitio de partida.
Se trabajó para solucionar las posibles causas y se fijó como nueva fecha el día 8 de octubre de ese año de 1896, en que habría mayores mareas.
Al llegar el día se inició la maniobra y el buque empezó a moverse, pero cuando había recorrido apenas 20 metros se detuvo, quedando en una situación en que «la popa sobresale unos 36 metros fuera de la grada»
Ante la situación del buque, el peligro para su estructura y la imposibilidad de botarlo por el momento, se tomó la decisión de colocar flotadores por la popa, para que sobre ellos pudiese quedar sujeto el buque en la bajamar y no tener movimientos.
Los trabajos continuaron para volver a intentarlo al día siguiente, sábado 9 de octubre y tras los nuevos inútiles esfuerzos, quedó el «Princesa de Asturias» con la popa fuera de grada, ya en el agua, 25 metros; se desistió de seguir intentándolo y se pensó en volver a hacerlo el 5 de noviembre, en que «hay un gran aguaje», conocidas como las mareas de los despesques.
Por fin, el 17 de octubre de 1896 gracias a unas mareas muy vivas y sin que estuviese planeado, se echó solo al agua. Por estos hechos, el gracejo popular le puso al Princesa de Asturias el mote de «el arrastrao» al haber fracasado uno tras otro todos los intentos de botarlo. Y cuando, finalmente, apareció flotando en el mar, pasó a ser «el espontáneo». Estos hechos sirvieron de argumento a varios cuplés del Carnaval de Cádiz de 1897.

## Historial

### Maniobras y visitas
A partir del 29 de enero de 1903 el Princesa de Asturias realizó sus pertinentes pruebas de mar en aguas de la provincia de Cádiz, tras lo que fue dado de alta en la armada el 10 de junio de 1903, más de trece años después de iniciarse sus obras, por lo que ya, nació anticuado.
El 22 de junio de 1903, junto con los cruceros Emperador Carlos V, Cardenal Cisneros y Extremadura, el acorazado Pelayo, el acorazado guardacostas Numancia y el destructor Audaz, acudió a Cartagena con ocasión de la visita de Alfonso XIII a esta ciudad. En el arsenal se encontraba además el crucero Lepanto y una división de torpederos y, todavía en construcción, el crucero Cataluña. 
Entre finales de septiembre y mediados de octubre de 1904, el Princesa realizó ejercicios navales en la costa cantábrica junto con el Pelayo, el Cardenal Cisneros, el crucero protegido Río de la Plata, el destructor Audaz y el cañonero Álvaro de Bazán.
El 3 de noviembre como integrante de la escuadra de instrucción, fondeó en La Coruña procedente de Ferrol, Junto al acorazado Pelayo, iban los cruceros Cisneros y Río de la Plata y los cañoneros Álvaro de Bazán y Marqués de Molins. La Escuadra navegó por aguas gallegas y visitó los puertos de Corcubión, Muros, Villagarcía, Marín y Vigo. En este último puerto, se unieron a la escuadra el Extremadura y el destructor Audaz. El 29 de noviembre, el Princesa de Asturias zarpó en solitario con rumbo a las islas Cíes, para realizar unos ejercicios de tiro los que dos artilleros resultaron heridos y algunos más contusionados por el retroceso de las piezas de artillería. Poco después, la escuadra, con la excepción del cañonero Álvaro de Bazán, zarpó con rumbo a Cádiz.
El 13 de enero de 1905, el Princesa de Asturias junto a los Pelayo, Carlos V, Cardenal Cisneros, Extremadura, Río de la Plata e Infanta Isabel se reunió en Cádiz para recibir a los Duques de Connaught en su visita a Cádiz, a la que llegaron a bordo del crucero HMS Essex.
El día 5 de febrero de 1905 el Princesa de Asturias, formando parte de la escuadra con insignia en el acorazado Pelayo, fondeó en Santa Cruz de Tenerife. Formaban parte de la escuadra, además de los dos buques citados, los cruceros Carlos V, Cardenal Cisneros, Río de la Plata y Extremadura. Los buques de la escuadra se mantuvieron en aquellas aguas hasta el día 25 de ese mismo mes, en que zarparon con rumbo a la península.
En abril de 1906 formó parte de la escuadra de que escoltó a Alfonso XIII en el primer viaje de un monarca a Canarias. El 30 de julio zarpó desde San Sebastián con destino Cowes, en la isla de Wight, para escoltar al yate real Giralda, en la visita que los Reyes realizaron a este puerto. El día 1 de agosto los buques españoles arribaron a Cowes y el 13 partieron con rumbo a Southampton, donde los Reyes tomarían un tren que les conduciría a Escocia. El día 20, tras la visita a Escocia, el Giralda y el Princesa zarparon desde Southampton con destino a Cowes, donde arribaron el 21: el 23 los buques llegan a San Sebastián y ese mismo día el Princesa de Asturias recibe órdenes de dirigirse a Bilbao y reunirse con los buques de la escuadra, fondea en dicho puerto el 24 de julio.
El 3 de noviembre se encontraba en Málaga, a la espera de la visita a esta ciudad de los Reyes. El Princesa acompañado del Pelayo, el Carlos V, el Extremadura, el Río de la Plata y el cañonero Doña María de Molina. Desde este puerto, zarpó con destino a Tánger, donde fondeó el día 6. En los meses siguientes varios buques de guerra españoles fondearon en este puerto, ante los sucesos que se desarrollaban en Marruecos.
El 8 de abril de 1907, formó parte de la escolta del rey Alfonso XIII, durante la cumbre real celebrada en el mar frente a Cartagena, entre el rey español y el británico Eduardo VII En el puerto cartagenero fondearon además del Princesa de Asturias, el Numancia, el Extremadura, el Infanta Isabel, el Lepanto, el yate real Giralda y los torpederos Ordóñez y Acevedo. 
Entre los días 20 y 21 de junio, se efectúan en la ría de Vigo unos ejercicios navales. Defendiendo la Ría se encuentran estacionados el acorazado Pelayo y los destructores Osado y Proserpina, los tres al mando del contralmirante Padriñan. Con la misión de forzar la entrada de la Ría y procedentes de Mahón, forman a las órdenes del contralmirante Morgado, el Princesa de Asturias, el Extremadura y el Río de la Plata. Los ejercicios terminan con la “victoria” de este segundo grupo.
El 17 de enero de 1908 el Princesa de Asturias zarpó desde Cádiz con destino a Rabat, con instrucciones del gobierno para los representantes diplomáticos en la capital marroquí. El 18 se encuentra frente a la capital, no pudiendo fondear debido a un fuerte temporal y por tanto los pliegos que el comandante del buque llevaba, no pudieron ser entregados. Las instrucciones más importantes al representante español, le son dadas a través del telégrafo de banderas. El 28 la embajada española embarca en el crucero, fondeando este, al día siguiente en Tánger. El 2 de febrero el Princesa desembarca a la embajada española en Cádiz y sin apenas tiempo para, zarpó el día 3 con destino Lisboa, ya que día 1, el rey de Portugal y el Príncipe Heredero, habían sido asesinados en un atentado terrorista. A última hora del día 5 fondeó en la capital portuguesa y regresó a Cádiz el día 15.
Fue enviado a Mesina a finales de 1908 con motivo de un terremoto que sembró la muerte y la destrucción en Sicilia y Calabria, el crucero llevó hasta allí la ayuda oficial que votaron las Cortes para la ocasión, aparte de la asistencia a las víctimas y ayuda en lo más indispensable, llegó la donación de 10 toneladas de patatas de sus propias provisiones para los damnificados, dada su angustiosa situación.

### Guerra de Melilla
El 29 de julio de 1909 se reunió en Barcelona junto con el Carlos V y los destructores Osado, Audaz y Proserpina. Dos días después, cruzan el estrecho de Gibraltar para vigilar las costas. El 2 de agosto de 1909 fondean en el muelle del sur del puerto de Barcelona el Princesa de Asturias, el Carlos V y el Osado.
El 13 de agosto de 1909 el ministro de Marina da orden a la escuadra de partir hacia la zona de operaciones de Melilla. Zarpan desde el puerto de Barcelona el 16 de agosto el Princesa de Asturias, el Carlos V y el destructor Osado, arribando a la zona de operaciones cuatro días después. El Princesa de Asturias pone rumbo a Mar Chica para a continuación bombardear objetivos en la costa, entre otros, la finca de uno de los principales cabecillas de la insurrección, conocido como el Chaldi. El 18 de agosto de 1909 bombardea objetivos en las zonas de Nador y de Ibarraben, algunos proyectiles alcanzan caseríos del Zoco de Yemas. Los cruceros Princesa de Asturias, Carlos V, Extremadura, el acorazado guardacostas Numancia, los cañoneros Pinzón y General Concha, el destructor Osado y el transporte Almirante Lobo reciben órdenes de operar en apoyo del ejército.
El 19 de agosto de 1909 la escuadra se divide en dos grupos, el primero de ellos, al mando del contralmirante Morgado, compuesto por el Princesa de Asturias, Carlos V, Numancia, Extremadura, Osado, Pinzón y Almirante Lobo. El segundo, bajo mando del comandante general del apostadero de Cádiz, Santaló, lo compondrán los cañoneros Marqués de la Victoria, Álvaro de Bazán, Doña María de Molina, General Concha, Hernán Cortés y Ponce de León. Este último grupo con la misión de vigilar las costas desde cabo Tres Forcas hasta Tánger, para evitar el contrabando de armas.
El 28 de agosto de 1909, el comandante del Princesa de Asturias informa al Ministerio de Marina de que uno de sus botes fue tiroteado en Mar Chica por el enemigo al que se le hicieron cinco bajas, sin que sufriera bajas la dotación del bote.
Al día siguiente, informó desde Chafarinas de una avería en el cilindro de baja de la máquina de babor y la necesidad de recomponerlo, así como el de media y los distribuidores. Es operación de ocho o diez días. Entre tanto, dos lanchas artilladas con cañones Vickers y Maxim de tiro rápido, del Princesa de Asturias y un bote automóvil del Carlos V son destinados a la Mar Chica. El 2 de septiembre de 1909 quedaron reparadas las averías del crucero.
El 6 de septiembre de 1909 fondeó en Cartagena para carbonear. Mientras tanto, uno de los botes artillados del crucero, acompañado de otro bote del Numancia, protegieron con su artillería el flanco derecho del ejército, impidió el avance a fuerzas de infantería y caballería enemigas.
El 13 de septiembre de 1909 zarpó de Cartagena con destino a la zona de operaciones. Lleva a bordo una lancha del acorazado Pelayo y la lancha “Cartagenera”, que será trasladada por tierra a la Mar Chica. Tras esto, el 1 de octubre de 1909 regresó a Melilla, donde quedó fondeado.
El 5 de octubre de 1909 bombardeó posiciones enemigas en Punta Negri y Boca del León, tras lo cual, regresó a Melilla. El 7, el 8 y el 10 del mismo mes recorrió la costa occidental de Tres Forcas, cañoneando los poblados de Beni-bu-Gafar y Beni-Said. En las dos últimas ocasiones acompañado por el cañonero General Concha, tras lo cual, acudió a carbonear y recoger agua a Málaga.
Arribó de nuevo a Melilla el día 26, El 2 de noviembre de 1909 el comandante de la escuadra informó al Ministerio de Marina, que producto del temporal uno de los botes del Princesa de Asturias y otro del Numancia se habían ido a pique. La escuadra se concentró en Chafarinas ante el mal estado del tiempo. 
El 26 de noviembre de 1909 zarpó de Málaga con destino a Cádiz, con lo que puso fin a su participación en la campaña de Melilla.

### Tiempo de paz
En octubre de 1910, junto con el Numancia, estuvo en Lisboa, ante la preocupación que causada por la revolución portuguesa que derrocó a Manuel II de Portugal e instauró la república. Regresó de Portugal, fondeando en Cádiz, el 11 de noviembre.
El 8 de enero de 1911 Alfonso XIII visitó Melilla. El Princesa de Asturias formó parte de un despliegue de buques de guerra, encargados de dar escolta al yate real Giralda. Formaron parte de la escolta, además del Princesa de Asturias, los cruceros Cataluña, Río de la Plata, Extremadura, el acorazado guardacostas Numancia, los destructores Terror y Audaz, el cañonero Álvaro de Bazán y el transporte Almirante Lobo.
El 14 de febrero se celebraron unas maniobras de la escuadra de instrucción, con presencia del Rey, en aguas de Alicante. 
A finales de abril se produce la intervención francesa en Marruecos y el gobierno español, en previsión de incidentes, ordena la concentración de la escuadra de instrucción en Cádiz. En este puerto se reúnen los siguientes buques: Princesa de Asturias, Carlos V, Reina Regente, Extremadura, Río de la Plata, Infanta Isabel, los destructores Audaz y Terror, los cañoneros Álvaro de Bazán y Doña María de Molina y el transporte Almirante Lobo, en ruta desde Cartagena para sumarse al despliegue, el Cataluña. Numerosas tropas de infantería de Marina se han reunido también en la capital gaditana. En los días siguientes se practican diversos ejercicios de desembarco. El 5 de mayo el Princesa y el Río de la Plata zarpan con rumbo a Las Palmas.
El 15 de octubre se encuentra en aguas de Melilla y el crucero se incorpora al despliegue naval español en aquellas aguas, con ocasión de los incidentes que desde hacía más de un mes ocurrían en los aledaños de la plaza española. El 20 de octubre, el Princesa y el Reina Regente bombardean posiciones sospechosas en las inmediaciones del poblado de Trafats. El 21 zarpa con destino Cartagena para reparar fondos y tomar carbón. El día 6 de noviembre, junto con el Pelayo y el cañonero Recalde, bombardea posiciones enemigas en las inmediaciones de Alhucemas. En los días sucesivos el crucero continuaría dando apoyo al ejército, hasta finales de año, en que se encontraba fondeado en Cartagena.
El 8 de enero de 1912, es estacionado en Melilla junto con el cañonero Recalde. El día 19 de ese mismo mes acude en ayuda del crucero Reina Regente, encallado en un banco de arena cerca de la desembocadura del Kert. El 17 de febrero se encuentra fondeado en Cádiz. El 22 de marzo y en compañía de los cañoneros Álvaro de Bazán y Laya, apoyó las operaciones del ejército en la desembocadura del Kert, bombardeando a grupos enemigos que pretendían cruzar el río desde Benisidel a Benibugafar. El 27 del mismo mes bombardea posiciones enemigas en monte Mauro y dos días después, atacados por el enemigo el crucero y el Recalde abren fuego sobre posiciones enemigas en la margen izquierda del río Kert.
En julio, escolta junto con el Cataluña y el Carlos V al yate Giralda en la visita que el rey realiza por la costa cantábrica. El 5 de septiembre entró en Ferrol procedente de Gijón, llevando a remolque al destructor Terror, que con todas sus calderas inutilizadas, se encontraba totalmente incapacitado para navegar. El 20 de septiembre de 1912, la escuadra de instrucción pondría una vez más rumbo a Cádiz, esta vez compuesta por el Princesa, el Carlos V, el Cataluña y el destructor Osado.
Entre los días 13 y 16 de marzo de 1913 la escuadra de instrucción, formada en esta ocasión por el Princesa de Asturias, el Carlos V, el Cataluña y el destructor Osado realizó ejercicios de tiro en aguas de Torre García. Finalizados los ejercicios, los buques zarpan el día 17 con destino Cádiz. 
El jueves 1 de mayo, la escuadra de instrucción zarpó de Cádiz con rumbo a Ferrol, para asistir a la ceremonia de botadura del nuevo acorazado Alfonso XIII. Formaban la escuadra el Princesa de Asturias, el Carlos V, el Cataluña, el Osado y el cañonero Doña María de Molina. Los buques arribaron al puerto gallego el día 2.
A mediados de mayo el crucero zarparía con rumbo a Estambul, en relevo del crucero Reina Regente, integrado en una escuadra internacional, con la misión de proteger a los súbditos españoles establecidos en Turquía, donde el estallido de la guerra greco-turca había creado fuertes tensiones.
El 2 de octubre y con motivo de la visita a España del presidente francés Poincaré, se reunió en Cartagena la escuadra de instrucción, formada por el acorazado España, los cruceros Princesa de Asturias, Carlos V, Extremadura, Cataluña el Reina Regente y los destructores Audaz y Proserpina. Fondeados en el puerto se encuentran así mismo los torpederos números T1, T2, T3, T4 y T5 de Clase T-1 y el nuevo destructor Bustamante. El día 11, la escuadra al completo asistió al acto de la entrega de la bandera de combate del acorazado España. Finalizados los actos, se dispuso que la escuadra pusiese rumbo a África, con la excepción del Carlos V y el España.

### Primera Guerra Mundial
En el transcurso de la Primera Guerra Mundial el Princesa de Asturias visitó regularmente los puertos de Las Palmas y Barcelona. El 19 de octubre de 1916 en Las Palmas, fuerzas de infantería de marina del crucero, abordaron el vapor griego Andrea Jerakis, haciendo desembarcar a 17 tripulantes del mismo, por haberse sublevado al negarse a continuar el viaje por los riesgos que este conllevaba, si antes no se les aumentaban el sueldo. Posteriormente, los sublevados, serían encarcelados. Ese mismo día, otros 17 tripulantes del buque portugués Emilia tras ser hundido su barco por un submarino alemán, fueron recogidos por una falúa, que les condujo al Princesa de Asturias, donde fueron atendidos y socorridos.

### Guerra del Rif

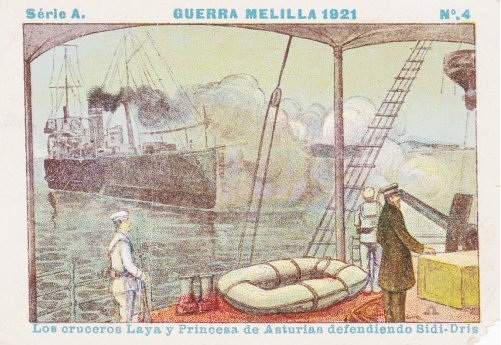
El crucero Princesa de Asturias y el cañonero Laya defendiendo Sidi Dris.

Una vez finalizada la contienda mundial, el Princesa de Asturias, continuó navegando asiduamente por las costas africanas.
Intervino en el rescate de la guarnición de Sidi Dris, la cual se defendió hasta el día 25 de julio de 1921. Una mínima parte de su guarnición pudo ser recogida por los cañoneros Laya y  Lauria y el crucero Princesa de Asturias, enviando botes y cañoneando después a rifeños que ocupaban ya la posición. En cambió tuvo éxito el recate que realizó de los soldados cercados en la fortificación de Afrau que en su mayoría pudieron ser recogidos de la costa mediante botes.
El 25 de agosto de 1921, Cañoneó a grupos de rifeños que trataban de acercarse a Punta Restinga. El 9 de septiembre de 1921, fondeado frente a Punta Restinga, bombardeó posiciones enemigas de los zocos El Arbaa y El Arkemán. El 16 de septiembre de 1921, Junto con el acorazado España, bombardeó posiciones en la loma de la Barraca.
Con la incorporación a la Armada de varios cruceros más modernos, el ya obsoleto buque fue dado de baja el 28 de diciembre de 1927, aunque continuó apareciendo en los estados generales de la Armada hasta 1930, finalmente, fue vendido para desguace en 1933.